# 9-1-1 (Fernsehserie)/Episodenliste
Diese Episodenliste enthält alle Episoden der US-amerikanischen Dramaserie 9-1-1, sortiert nach der US-amerikanischen Erstausstrahlung. Die Fernsehserie umfasst derzeit acht Staffeln mit 124 Episoden.

## Übersicht
| Staffel | Episodenanzahl | Erstausstrahlung USA | Erstausstrahlung USA | Deutschsprachige Erstausstrahlung | Deutschsprachige Erstausstrahlung |
| Staffel | Episodenanzahl | Staffelpremiere      | Staffelfinale        | Staffelpremiere                   | Staffelfinale                     |
| ------- | -------------- | -------------------- | -------------------- | --------------------------------- | --------------------------------- |
| 1       | 10             | 3. Januar 2018       | 21. März 2018        | 11. April 2018                    | 23. Mai 2018                      |
| 2       | 18             | 23. September 2018   | 13. Mai 2019         | 2. Januar 2019                    | 5. Juni 2019                      |
| 3       | 18             | 23. September 2019   | 11. Mai 2020         | 8. Januar 2020                    | 17. Juni 2020                     |
| 4       | 14             | 18. Januar 2021      | 24. Mai 2021         | 31. März 2021                     | 4. August 2021                    |
| 5       | 18             | 20. September 2021   | 16. Mai 2022         | 13. April 2022                    | 10. August 2022                   |
| 6       | 18             | 19. September 2022   | 15. Mai 2023         | 20. September 2023                | 20. September 2023                |
| 7       | 10             | 14. März 2024        | 30. Mai 2024         | 17. Juli 2024                     | 18. September 2024                |
| 8       | 18             | 26. September 2024   | 15. Mai 2025         | 28. Mai 2025                      |                                   |

## Staffel 1
Die Erstausstrahlung der ersten Staffel war vom 3. Januar bis zum 21. März 2018 auf dem US-amerikanischen Fernsehsender Fox zu sehen. Die deutschsprachige Erstausstrahlung sendete der deutsche Pay-TV-Sender Sky 1 vom 11. April bis zum 23. Mai 2018.
| Nr. (ges.) | Nr. (St.) | Deutscher Titel          | Originaltitel         | Erstausstrahlung USA | Deutschsprachige Erstausstrahlung (D) | Regie                 | Drehbuch                               | Zuschauer (USA) |
| ---------- | --------- | ------------------------ | --------------------- | -------------------- | ------------------------------------- | --------------------- | -------------------------------------- | --------------- |
| 1          | 1         | Echte Helden             | Pilot                 | 3. Jan. 2018         | 11. Apr. 2018                         | Bradley Buecker       | Ryan Murphy, Brad Falchuk & Tim Minear | 6,826 Mio.      |
| 2          | 2         | Trauma                   | Let Go                | 10. Jan. 2018        | 11. Apr. 2018                         | Gwyneth Horder-Payton | Ryan Murphy, Brad Falchuk & Tim Minear | 5,549 Mio.      |
| 3          | 3         | Am Abgrund               | Next Of Kin           | 17. Jan. 2018        | 18. Apr. 2018                         | Barbara Brown         | John J. Gray                           | 6,212 Mio.      |
| 4          | 4         | Flugzeugabsturz          | Worst Day Ever        | 24. Jan. 2018        | 18. Apr. 2018                         | Bradley Buecker       | Zachary Reiter                         | 6,573 Mio.      |
| 5          | 5         | Brennende Schuld         | Point of Origin       | 31. Jan. 2018        | 25. Apr. 2018                         | Gwyneth Horder-Payton | Erica L. Anderson                      | 6,207 Mio.      |
| 6          | 6         | Fröhlichen Valentinstag! | Heartbreaker          | 7. Feb. 2018         | 25. Apr. 2018                         | Bradley Buecker       | Matthew Hodgson                        | 6,638 Mio.      |
| 7          | 7         | Verrückte Vollmondnächte | Full Moon (Creepy AF) | 28. Feb. 2018        | 2. Mai 2018                           | Maggie Kiley          | Adam Penn                              | 5,946 Mio.      |
| 8          | 8         | Mieses Karma             | Karma’s a Bitch       | 7. März 2018         | 9. Mai 2018                           | Barbara Brown         | Kristen Reidel                         | 6,051 Mio.      |
| 9          | 9         | In der Falle             | Trapped               | 14. März 2018        | 16. Mai 2018                          | Gwyneth Horder-Payton | Aristotle Kousakis Idee: Adam Glass    | 6,548 Mio.      |
| 10         | 10        | Wer wir sind             | A Whole New You       | 21. März 2018        | 23. Mai 2018                          | Bradley Buecker       | Ryan Murphy, Brad Falchuk & Tim Minear | 6,627 Mio.      |

## Staffel 2
Die Erstausstrahlung der zweiten Staffel war vom 23. September 2018 bis zum 13. Mai 2019 auf dem US-amerikanischen Fernsehsender Fox zu sehen. Die deutschsprachige Erstausstrahlung sendete der deutsche Pay-TV-Sender Sky 1 vom 2. Januar bis zum 5. Juni 2019.
| Nr. (ges.) | Nr. (St.) | Deutscher Titel          | Originaltitel             | Erstausstrahlung USA | Deutschsprachige Erstausstrahlung (D) | Regie                 | Drehbuch                    | Zuschauer (USA) |
| ---------- | --------- | ------------------------ | ------------------------- | -------------------- | ------------------------------------- | --------------------- | --------------------------- | --------------- |
| 11         | 1         | Unter Druck              | Under Pressure            | 23. Sep. 2018        | 2. Jan. 2019                          | Gwyneth Horder-Payton | Tim Minear & Brad Falchuk   | 9,827 Mio.      |
| 12         | 2         | Erdbeben                 | 7.1                       | 24. Sep. 2018        | 9. Jan. 2019                          | Bradley Buecker       | Zachery Reiter              | 6,601 Mio.      |
| 13         | 3         | Ein Tag wie kein Anderer | Help Is Not Coming        | 1. Okt. 2018         | 16. Jan. 2019                         | Bradley Buecker       | Zachary Reiter & Tim Minear | 6,086 Mio.      |
| 14         | 4         | In der Klemme            | Stuck                     | 8. Okt. 2018         | 23. Jan. 2019                         | Sarah Boyd            | John J. Gray                | 5,921 Mio.      |
| 15         | 5         | Furchtbare Menschen      | Awful People              | 15. Okt. 2018        | 30. Jan. 2019                         | Kevin Hooks           | Kristen Reidel              | 5,875 Mio.      |
| 16         | 6         | Zugedröhnt               | Dosed                     | 22. Okt. 2018        | 6. Feb. 2019                          | Gwyneth Horder-Payton | Juan Carlos-Coto            | 5,640 Mio.      |
| 17         | 7         | Geister                  | Haunted                   | 29. Okt. 2018        | 13. Feb. 2019                         | Loni Peristere        | Erica L. Anderson           | 5,630 Mio.      |
| 18         | 8         | Liebesgeschichten        | Buck, Actually            | 5. Nov. 2018         | 20. Feb. 2019                         | Varda Bar-Kar         | Matthew Hodgson             | 5,586 Mio.      |
| 19         | 9         | Wahre Bestimmung         | Hen Begins                | 19. Nov. 2018        | 27. Feb. 2019                         | Jennifer Lynch        | Aristotle Kousakis          | 5,152 Mio.      |
| 20         | 10        | Weihnachtswunder         | Fall Finale               | 26. Nov. 2018        | 6. März 2019                          | Bradley Buecker       | Christopher Monfette        | 6,149 Mio.      |
| 21         | 11        | Neuanfänge               | New Beginnings            | 18. März 2019        | 24. Apr. 2019                         | John J. Gray          | Tim Minear & Kristen Reidel | 5,961 Mio.      |
| 22         | 12        | Aller Anfang ist schwer  | Chimney Begins            | 25. März 2019        | 1. Mai 2019                           | Jennifer Lynch        | Erica L. Anderson           | 5,660 Mio.      |
| 23         | 13        | Kampf oder Flucht        | Fight or Flight           | 1. Apr. 2019         | 8. Mai 2019                           | Millicent Shelton     | Kristen Reidel              | 6,157 Mio.      |
| 24         | 14        | Systemausfall            | Broken                    | 15. Apr. 2019        | 15. Mai 2019                          | Bradley Buecker       | Juan Carlos-Coto            | 5,648 Mio.      |
| 25         | 15        | Unter Verdacht           | Ocean’s 9–1–1             | 22. Apr. 2019        | 22. Mai 2019                          | Mary Wigmore          | Andrew Meyers               | 5,992 Mio.      |
| 26         | 16        | Schuldgefühle            | Bobby Begins Again        | 29. Apr. 2019        | 29. Mai 2019                          | Jennifer Lynch        | Christopher Monfette        | 5,488 Mio.      |
| 27         | 17        | Abschied für immer       | Careful What You Wish For | 6. Mai 2019          | 5. Juni 2019                          | Bradley Buecker       | Matthew Hodgson             | 5,814 Mio.      |
| 28         | 18        | Mit vereinten Kräften    | This Life We Choose       | 13. Mai 2019         | 5. Juni 2019                          | Bradley Buecker       | Tim Minear                  | 6,442 Mio.      |

## Staffel 3
Die Erstausstrahlung der dritten Staffel war vom 23. September 2019 bis zum 11. Mai 2020 auf dem US-amerikanischen Fernsehsender Fox zu sehen. Die deutschsprachige Erstausstrahlung sendete der deutsche Pay-TV-Sender Sky One vom 8. Januar bis zum 17. Juni 2020.
| Nr. (ges.) | Nr. (St.) | Deutscher Titel                   | Originaltitel                | Erstausstrahlung USA | Deutschsprachige Erstausstrahlung (D) | Regie                  | Drehbuch                                                                 | Zuschauer (USA) |
| ---------- | --------- | --------------------------------- | ---------------------------- | -------------------- | ------------------------------------- | ---------------------- | ------------------------------------------------------------------------ | --------------- |
| 29         | 1         | Die Jugend von heute              | Kids Today                   | 23. Sep. 2019        | 8. Jan. 2020                          | Jennifer Lynch         | Kristen Reidel                                                           | 7,136 Mio.      |
| 30         | 2         | Tsunami                           | Sink or Swim                 | 30. Sep. 2019        | 15. Jan. 2020                         | Bradley Buecker        | Juan Carlos-Coto                                                         | 7,463 Mio.      |
| 31         | 3         | Verzweifelte Suche                | The Searchers                | 7. Okt. 2019         | 22. Jan. 2020                         | Chad Lowe              | David Fury                                                               | 7,344 Mio.      |
| 32         | 4         | Auslöser                          | Triggers                     | 14. Okt. 2019        | 29. Jan. 2020                         | Joaquín Sedillo        | David Fury, Christopher Monfette & Tonya Kong                            | 6,301 Mio.      |
| 33         | 5         | Rasende Wut                       | Rage                         | 21. Okt. 2019        | 5. Feb. 2020                          | Jann Turner            | Lyndsey Beaulieu                                                         | 6,535 Mio.      |
| 34         | 6         | Monster                           | Monsters                     | 28. Okt. 2019        | 12. Feb. 2020                         | Tina Mabry             | Christopher Monfette                                                     | 6,260 Mio.      |
| 35         | 7         | Athenas Geheimnis                 | Athena Begins                | 4. Nov. 2019         | 19. Feb. 2020                         | Tasha Smith            | Kristen Reidel                                                           | 6,080 Mio.      |
| 36         | 8         | Fehlfunktionen                    | Malfunction                  | 11. Nov. 2019        | 26. Feb. 2020                         | Joaquín Sedillo        | Tonya Kong                                                               | 6,535 Mio.      |
| 37         | 9         | Radioaktiv                        | Fallout                      | 25. Nov. 2019        | 4. März 2020                          | Marcus Stokes          | Juan Carlos-Coto                                                         | 6,141 Mio.      |
| 38         | 10        | Wendepunkte                       | Christmas Spirit             | 2. Dez. 2019         | 11. März 2020                         | Alonso Alvarez-Barreda | Andrew Meyers                                                            | 6,807 Mio.      |
| 39         | 11        | Jetzt oder nie                    | Seize the Day                | 16. März 2020        | 20. Mai 2020                          | Sarah Boyd             | Lyndsey Beaulieu                                                         | 6,966 Mio.      |
| 40         | 12        | Das schlimmste Date aller Zeiten  | Fools                        | 23. März 2020        | 20. Mai 2020                          | David Grossman         | Andrew Meyers                                                            | 7,027 Mio.      |
| 41         | 13        | Campingtrip                       | Pinned                       | 30. März 2020        | 27. Mai 2020                          | John J. Gray           | Nadia Abass-Madden & Juan Carlos Coto                                    | 7,216 Mio.      |
| 42         | 14        | Geiselnahme in der Notrufzentrale | The Taking of Dispatch 9-1-1 | 13. Apr. 2020        | 27. Mai 2020                          | Marshall Tyler         | Nadia Abass-Madden & Andrew Meyers                                       | 7,634 Mio.      |
| 43         | 15        | Tief im Brunnen                   | Eddie Begins                 | 20. Apr. 2020        | 3. Juni 2020                          | Robert M. Williams Jr. | Christopher Monfette Idee: Robert M. Williams Jr. & Christopher Monfette | 6,835 Mio.      |
| 44         | 16        | Letzte Ehre                       | The One That Got Away        | 27. Apr. 2020        | 3. Juni 2020                          | Millicent Shelton      | David Fury                                                               | 6,805 Mio.      |
| 45         | 17        | Stromausfall                      | Powerless                    | 4. Mai 2020          | 10. Juni 2020                         | Kristen Reidel         | Lyndsey Beaulieu & Kristen Reidel                                        | 6,989 Mio.      |
| 46         | 18        | Zugunglück                        | What’s Next?                 | 11. Mai 2020         | 17. Juni 2020                         | Jennifer Lynch         | Juan Carlos Coto & Kristen Reidel                                        | 7,285 Mio.      |

## Staffel 4
Die Erstausstrahlung der vierten Staffel war vom 18. Januar bis zum 24. Mai 2021 auf dem US-amerikanischen Fernsehsender Fox zu sehen. Die deutschsprachige Erstausstrahlung sendete der deutsche Pay-TV-Sender Sky One vom 31. März bis zum 4. August 2021.
| Nr. (ges.) | Nr. (St.) | Deutscher Titel           | Originaltitel                 | Erstausstrahlung USA | Deutschsprachige Erstausstrahlung (D) | Regie                  | Drehbuch                            | Zuschauer (USA) |
| ---------- | --------- | ------------------------- | ----------------------------- | -------------------- | ------------------------------------- | ---------------------- | ----------------------------------- | --------------- |
| 47         | 1         | Dammbruch                 | The New Abnormal              | 18. Jan. 2021        | 31. März 2021                         | David Grossman         | Juan Carlos Coto                    | 7,193 Mio.      |
| 48         | 2         | Verschüttet               | Alone Together                | 25. Jan. 2021        | 7. Apr. 2021                          | David Grossman         | Lyndsey Beaulieu                    | 7,208 Mio.      |
| 49         | 3         | Willkommen in der Zukunft | Future Tense                  | 1. Feb. 2021         | 14. Apr. 2021                         | Marita Grabiak         | Andrew Meyers                       | 6,771 Mio.      |
| 50         | 4         | Familiengeheimnis         | 9-1-1, What’s Your Grievance? | 8. Feb. 2021         | 21. Apr. 2021                         | Brenna Malloy          | Nadia Abass-Madden                  | 6,864 Mio.      |
| 51         | 5         | Bruder und Schwester      | Buck Begins                   | 15. Feb. 2021        | 28. Apr. 2021                         | Jann Turner            | Juan Carlos Coto                    | 6,840 Mio.      |
| 52         | 6         | Verflucht                 | Jinx                          | 22. Feb. 2021        | 5. Mai 2021                           | Jann Turner            | Taylor Wong                         | 6,729 Mio.      |
| 53         | 7         | Die lieben Nachbarn       | There Goes the Neighborhood   | 1. März 2021         | 12. Mai 2021                          | Sharat Raju            | Stacey Rose                         | 6,401 Mio.      |
| 54         | 8         | Schmerzgrenze             | Breaking Point                | 8. März 2021         | 19. Mai 2021                          | David Grossman         | Bob Goodman                         | 6,272 Mio.      |
| 55         | 9         | Massenkarambolage         | Blindsided                    | 19. Apr. 2021        | 30. Juni 2021                         | Marcus Stokes          | Andrew Meyers                       | 6,244 Mio.      |
| 56         | 10        | Von Müttern und Vätern    | Parenthood                    | 26. Apr. 2021        | 7. Juli 2021                          | David Grossman         | Lyndsey Beaulieu                    | 5,964 Mio.      |
| 57         | 11        | Retterin in Not           | First Responders              | 3. Mai 2021          | 14. Juli 2021                         | Tasha Smith            | Kristen Reidel & Nadia Abass-Madden | 6,12 Mio.       |
| 58         | 12        | Die Jagd nach dem Schatz  | Treasure Hunt                 | 10. Mai 2021         | 21. Juli 2021                         | David Grossman         | Bob Goodman                         | 5,83 Mio.       |
| 59         | 13        | Misstrauen                | Suspicion                     | 17. Mai 2021         | 28. Juli 2021                         | Brenna Malloy          | Lyndsey Beaulieu & Andrew Meyers    | 5,93 Mio.       |
| 60         | 14        | Im Fadenkreuz des Snipers | Survivors                     | 24. Mai 2021         | 4. Aug. 2021                          | Robert M. Williams Jr. | Kristen Reidel                      | 6,35 Mio.       |

## Staffel 5
Die Erstausstrahlung der fünften Staffel war vom 20. September 2021 bis zum 16. Mai 2022 auf dem US-amerikanischen Fernsehsender Fox zu sehen. Die deutschsprachige Erstveröffentlichung fand vom 13. April bis zum 10. August 2022 bei Disney+ per Streaming statt.
| Nr. (ges.) | Nr. (St.) | Deutscher Titel             | Originaltitel             | Erstausstrahlung USA | Deutschsprachige Erstveröffentlichung (D) | Regie              | Drehbuch                              | Zuschauer (USA) |
| ---------- | --------- | --------------------------- | ------------------------- | -------------------- | ----------------------------------------- | ------------------ | ------------------------------------- | --------------- |
| 61         | 1         | Panik!                      | Panic                     | 20. Sep. 2021        | 13. Apr. 2022                             | Bradley Buecker    | Tim Minear & Juan Carlos Coto         | 5,076 Mio.      |
| 62         | 2         | Schwierige Zeiten           | Desperate Times           | 27. Sep. 2021        | 20. Apr. 2022                             | Bradley Buecker    | Lyndsey Beaulieu & Andrew Meyers      | 5,453 Mio.      |
| 63         | 3         | Drastische Maßnahmen        | Desperate Measures        | 4. Okt. 2021         | 27. Apr. 2022                             | Ben Hernandez Bray | Kristen Reidel                        | 5,25 Mio.       |
| 64         | 4         | Fatale Verwechslung         | Home and Away             | 11. Okt. 2021        | 4. Mai 2022                               | Brenna Malloy      | Bob Goodman                           | 5,25 Mio.       |
| 65         | 5         | Teamveränderungen           | Peer Pressure             | 18. Okt. 2021        | 11. Mai 2022                              | Joaquín Sedillo    | Nadia Abass-Madden                    | 5,28 Mio.       |
| 66         | 6         | Verbrecher mit Herz         | Brawl in Cell Block 9-1-1 | 1. Nov. 2021         | 18. Mai 2022                              | Paula Hunziker     | Andrew Meyers                         | 5,20 Mio.       |
| 67         | 7         | Geistergeschichten          | Ghost Stories             | 8. Nov. 2021         | 25. Mai 2022                              | Kristen Windell    | Stacey R. Rose                        | 5,01 Mio.       |
| 68         | 8         | Brandheiße Gefahr           | Defend in Place           | 15. Nov. 2021        | 1. Juni 2022                              | James Wong         | Taylor Wong                           | 5,11 Mio.       |
| 69         | 9         | Gestern und heute           | Past is Prologue          | 29. Nov. 2021        | 8. Juni 2022                              | Marcus Stokes      | Ian Sobel                             | 5,37 Mio.       |
| 70         | 10        | Das größte Geschenk         | Wrapped in Red            | 6. Dez. 2021         | 15. Juni 2022                             | Brenna Malloy      | Lyndsey Beaulieu & Nadia Abass-Madden | 5,39 Mio.       |
| 71         | 11        | Blick von außen             | Outside Looking In        | 21. März 2022        | 22. Juni 2022                             | Shauna Duggins     | Bob Goodman                           | 5,37 Mio.       |
| 72         | 12        | Boston                      | Boston                    | 28. März 2022        | 29. Juni 2022                             | Dwight Little      | Lyndsey Beaulieu                      | 4,97 Mio.       |
| 73         | 13        | Angst                       | Fear-o-Phobia             | 11. Apr. 2022        | 6. Juli 2022                              | Marcus Stokes      | Andrew Meyers & Juan Carlos Coto      | 5,06 Mio.       |
| 74         | 14        | Glück im Unglück            | Dumb Luck                 | 18. Apr. 2022        | 13. Juli 2022                             | John J. Gray       | Taylor Wong                           | 5,04 Mio.       |
| 75         | 15        | Verpasste Zeit              | FOMO                      | 25. Apr. 2022        | 20. Juli 2022                             | Marita Grabiak     | Nicole Barraza Keim                   | 5,08 Mio.       |
| 76         | 16        | Feuer in der Notrufzentrale | May Day                   | 2. Mai 2022          | 27. Juli 2022                             | Juan Carlos Coto   | Juan Carlos Coto                      | 5,12 Mio.       |
| 77         | 17        | Heldenkomplex               | Hero Complex              | 9. Mai 2022          | 3. Aug. 2022                              | Marita Grabiak     | Stacey R. Rose & Kristen Reidel       | 5,30 Mio.       |
| 78         | 18        | Alles auf Anfang            | Starting Over             | 16. Mai 2022         | 10. Aug. 2022                             | Kristen Reidel     | Kristen Reidel                        | 5,55 Mio.       |

## Staffel 6
Die Erstausstrahlung der sechsten Staffel war vom 19. September 2022 bis zum 15. Mai 2023 auf dem US-amerikanischen Fernsehsender Fox zu sehen. Die deutschsprachige Erstveröffentlichung, aller Episoden, fand am 20. September 2023 bei Disney+ per Streaming statt.
| Nr. (ges.) | Nr. (St.) | Deutscher Titel             | Originaltitel        | Erstausstrahlung USA | Deutschsprachige Erstveröffentlichung (D) | Regie                         | Drehbuch                            | Zuschauer (USA) |
| ---------- | --------- | --------------------------- | -------------------- | -------------------- | ----------------------------------------- | ----------------------------- | ----------------------------------- | --------------- |
| 79         | 1         | Mögen die Spiele beginnen   | Let The Games Begin  | 19. Sep. 2022        | 20. Sep. 2023                             | Jann Turner                   | Andrew Meyers                       | 4,82 Mio.       |
| 80         | 2         | Der Schlüssel zum Glück     | Crash & Learn        | 26. Sep. 2022        | 20. Sep. 2023                             | Juan Carlos Coto              | Juan Carlos Coto                    | 4,56 Mio.       |
| 81         | 3         | Ein furchtbarer Verdacht    | The Devil You Know   | 3. Okt. 2022         | 20. Sep. 2023                             | Steven Tsuchida               | Lyndsey Beaulieu                    | 5,00 Mio.       |
| 82         | 4         | Animalische Instinkte       | Animal Instincts     | 10. Okt. 2022        | 20. Sep. 2023                             | Michael Medico                | Stacey R. Rose                      | 4,90 Mio.       |
| 83         | 5         | Hausüberfälle               | Home Invasion        | 17. Okt. 2022        | 20. Sep. 2023                             | Marita Grabiak                | Nadia Abass-Madden                  | 4,97 Mio.       |
| 84         | 6         | Solange es ein Morgen gibt? | Tomorrow             | 24. Okt. 2022        | 20. Sep. 2023                             | Joaquín Sedillo               | Nicole Barraza Keim                 | 5,15 Mio.       |
| 85         | 7         | Der Fluch                   | Cursed               | 7. Nov. 2022         | 20. Sep. 2023                             | James Wong                    | Taylor Wong                         | 5,09 Mio.       |
| 86         | 8         | Heldinnen                   | What’s Your Fantasy? | 14. Nov. 2022        | 20. Sep. 2023                             | Marita Grabiak                | Andrew Meyers                       | 4,94 Mio.       |
| 87         | 9         | Winde des Wahnsinns         | Red Flag             | 28. Nov. 2022        | 20. Sep. 2023                             | Brenna Malloy                 | Nicole Barraza Keim                 | 4,96 Mio.       |
| 88         | 10        | Aus heiterem Himmel         | In A Flash           | 6. März 2023         | 20. Sep. 2023                             | Bradley Buecker               | Juan Carlos Coto                    | 4,95 Mio.       |
| 89         | 11        | Zwischen Leben und Tod      | In Another Life      | 13. März 2023        | 20. Sep. 2023                             | Joaquín Sedillo & Jann Turner | Lyndsey Beaulieu                    | 4,38 Mio.       |
| 90         | 12        | Heißer Entzug               | Recovery             | 20. März 2023        | 20. Sep. 2023                             | John J. Gray                  | Andrew Meyers                       | 4,41 Mio.       |
| 91         | 13        | Nachwirkungen               | New Sensations       | 10. Apr. 2023        | 20. Sep. 2023                             | Jihane Mrad Balaa             | Stacey R. Rose                      | 4,48 Mio.       |
| 92         | 14        | Versagensangst              | Performance Anxiety  | 17. Apr. 2023        | 20. Sep. 2023                             | Shauna Duggins                | Nadia Abass-Madden                  | 4,46 Mio.       |
| 93         | 15        | Tod und Steuern             | Death and Taxes      | 24. Apr. 2023        | 20. Sep. 2023                             | Greg Sirota                   | Taylor Wong                         | 4,53 Mio.       |
| 94         | 16        | Verlorenes und Gefundenes   | Lost & Found         | 1. Mai 2023          | 20. Sep. 2023                             | Brenna Malloy                 | Lyndsey Beaulieu                    | 4,17 Mio.       |
| 95         | 17        | Liebe liegt in der Luft     | Love Is In The Air   | 8. Mai 2023          | 20. Sep. 2023                             | Juan Carlos Coto              | Juan Carlos Coto                    | 4,48 Mio.       |
| 96         | 18        | Schutzengel                 | Pay It Forward       | 15. Mai 2023         | 20. Sep. 2023                             | Bradley Buecker               | Nicole Barraza Keim & Andrew Meyers | 4,32 Mio.       |

## Staffel 7
Die Erstausstrahlung der siebten Staffel war vom 14. März bis zum 30. Mai 2024 auf dem US-amerikanischen Sender ABC zu sehen. Die deutschsprachige Erstveröffentlichung fand vom 17. Juli bis zum 18. September 2024 bei Disney+ per Streaming statt.
| Nr. (ges.) | Nr. (St.) | Deutscher Titel              | Originaltitel                 | Erstausstrahlung USA | Deutschsprachige Erstveröffentlichung (D) | Regie               | Drehbuch                                | Zuschauer (USA) |
| ---------- | --------- | ---------------------------- | ----------------------------- | -------------------- | ----------------------------------------- | ------------------- | --------------------------------------- | --------------- |
| 97         | 1         | Kreuzfahrt ins Unglück       | Abandon ’Ships                | 14. März 2024        | 17. Juli 2024                             | John J. Gray        | Tim Minear                              | 4,93 Mio.       |
| 98         | 2         | Auf stürmischer See          | Rock the Boat                 | 21. März 2024        | 24. Juli 2024                             | Bradley Buecker     | Lyndsey Beaulieu & Juan Carlos Coto     | 5,42 Mio.       |
| 99         | 3         | Gekentert                    | Capsized                      | 28. März 2024        | 31. Juli 2024                             | Bradley Buecker     | Juan Carlos Coto & Lyndsey Beaulieu     | 5,53 Mio.       |
| 100        | 4         | Männerfreundschaften         | Buck, Bothered and Bewildered | 4. Apr. 2024         | 7. Aug. 2024                              | Chad Lowe           | Andrew Meyers & Bradley Michael Marques | 4,76 Mio.       |
| 101        | 5         | Du kennst mich nicht         | You Don’t Know Me             | 11. Apr. 2024        | 14. Aug. 2024                             | Brenna Malloy       | Lyndsey Beaulieu & Taylor Wong          | 4,61 Mio.       |
| 102        | 6         | Hochzeit und Halluzinationen | There Goes the Groom          | 2. Mai 2024          | 21. Aug. 2024                             | John J. Gray        | Tim Minear & Nicole Barraza Keim        | 4,28 Mio.       |
| 103        | 7         | Hast du einen Geist gesehen? | Ghost of a Second Chance      | 9. Mai 2024          | 28. Aug. 2024                             | James Wong          | Taylor Wong & James Wong                | 4,39 Mio.       |
| 104        | 8         | Wiedergutmachung             | Step Nine                     | 16. Mai 2024         | 4. Sep. 2024                              | John J. Gray        | Tim Minear & Kristen Reidel             | 3,69 Mio.       |
| 105        | 9         | Von Asche zu Asche           | Ashes, Ashes                  | 23. Mai 2024         | 11. Sep. 2024                             | Christine Khalafian | Andrew Meyers & Juan Carlos Coto        | 4,54 Mio.       |
| 106        | 10        | Vergebung und Hoffnung       | All Fall Down                 | 30. Mai 2024         | 18. Sep. 2024                             | John J. Gray        | Kristen Reidel & Lyndsey Beaulieu       | 5,19 Mio.       |

## Staffel 8
Die Erstausstrahlung der achten Staffel war vom 26. September 2024 bis zum 15. Mai 2025 auf dem US-amerikanischen Sender ABC zu sehen. Die deutschsprachige Erstveröffentlichung findet seit dem 28. Mai 2025 bei Disney+ per Streaming statt.
| Nr. (ges.) | Nr. (St.) | Deutscher Titel           | Originaltitel               | Erstausstrahlung USA | Deutschsprachige Erstveröffentlichung (D) | Regie               | Drehbuch                                                                  | Zuschauer (USA) |
| ---------- | --------- | ------------------------- | --------------------------- | -------------------- | ----------------------------------------- | ------------------- | ------------------------------------------------------------------------- | --------------- |
| 107        | 1         | Tödlicher Schwarm         | Buzzkill                    | 26. Sep. 2024        | 28. Mai 2025                              | James Wong          | Molly Green & James Leffler                                               | 4,93 Mio.       |
| 108        | 2         | Kollision über den Wolken | When the Boeing Gets Tough… | 3. Okt. 2024         | 28. Mai 2025                              | Bradley Buecker     | Ted Griffin & Tim Minear                                                  | 4,93 Mio.       |
| 109        | 3         | Landeanflug               | Final Approach              | 10. Okt. 2024        | 4. Juni 2025                              | Bradley Buecker     | Tim Minear & Ted Griffin                                                  | 5,52 Mio.       |
| 110        | 4         | Väter und Söhne           | No Place Like Home          | 17. Okt. 2024        | 11. Juni 2025                             | Marita Grabiak      | Lyndsey Beaulieu                                                          | 4,16 Mio.       |
| 111        | 5         | Der Halloween-Fluch       | Masks                       | 24. Okt. 2024        | 18. Juni 2025                             | Christine Khalafian | Taylor Wong                                                               | 3,98 Mio.       |
| 112        | 6         | Bekenntnisse              | Confessions                 | 7. Nov. 2024         | 25. Juni 2025                             | Chad Lowe           | Andrew Meyers                                                             | 4,16 Mio.       |
| 113        | 7         | Kontrollverlust           | Hotshots                    | 14. Nov. 2024        | 2. Juli 2025                              | Keith Tripler       | Lyndsey Beaulieu & Aisha Casey                                            | 4,01 Mio.       |
| 114        | 8         | Wichtigtuer               | Wannabes                    | 21. Nov. 2024        | 9. Juli 2025                              | Bradley Buecker     | Molly Green & James Leffler                                               | 4,60 Mio.       |
| 115        | 9         | Ein Monster namens John   | Sob Stories                 | 6. März 2025         | 16. Juli 2025                             | Bradley Buecker     | Tim Minear & Rashad Raisani Idee: Tim Minear, Rashad Raisani & Matt Solik | 4,66 Mio.       |
| 116        | 10        | Gespaltene Persönlichkeit | Voices                      | 13. März 2025        | 23. Juli 2025                             | Jennifer Lynch      | Ted Griffin & Molly Savard                                                | 4,21 Mio.       |
| 117        | 11        | Zeichen und Wunder        | Holy Mother of God          | 20. März 2025        | 30. Juli 2025                             | Aisha Hinds         | Taylor Wong & Darek Cioch                                                 | 4,76 Mio.       |
| 118        | 12        | Sprachlos                 | Disconnected                | 27. März 2025        | 6. Aug. 2025                              | Tessa Blake         | Molly Green & James Leffler                                               | 5,04 Mio.       |
| 119        | 13        | Unsichtbar                | Invisible                   | 3. Apr. 2025         | 13. Aug. 2025                             | Brenna Malloy       | Lyndsey Beaulieu & Taylor Wong                                            | 4,13 Mio.       |
| 120        | 14        | Killervirus               | Sick Day                    | 10. Apr. 2025        | 20. Aug. 2025                             | Karla Braun         | Lyndsey Beaulieu & Taylor Wong                                            | 4,47 Mio.       |
| 121        | 15        | –                         | Lab Rats                    | 17. Apr. 2025        | –                                         | Dawn Wilkinson      | Kristen Reidel, Molly Green & James Leffler                               | 3,81 Mio.       |
| 122        | 16        | –                         | The Last Alarm              | 1. Mai 2025          | –                                         | John J. Gray        | Tim Minear & Kristen Reidel                                               | 4,80 Mio.       |
| 123        | 17        | –                         | Don't Drink The Water       | 8. Mai 2025          | –                                         | Jonathan Lawrence   | Molly Green & James Leffler                                               | 3,99 Mio.       |
| 124        | 18        | –                         | Seismic Shift               | 15. Mai 2025         | –                                         | John J. Gray        | Kristen Reidel & Molly Savard                                             | 4,05 Mio.       |